# 特丽斯坦·盖尔
特丽斯坦·盖尔（英語：Tristan Gale，1980年8月10日—），美国女子钢架雪车运动员。她曾代表美国参加2002年冬季奥林匹克运动会钢架雪车比赛，获得女子项目金牌，这是历史上首面女子钢架雪车奥运金牌。